# 桂花乡 (雷波县)
桂花乡，是中华人民共和国四川省凉山彝族自治州雷波县下辖的一个乡镇级行政单位。2020年6月，撤销烂坝子乡，将其所属行政区域划归桂花乡管辖。

## 行政区划
桂花乡下辖以下地区：
大坪村、三望坡村、朱坝村、干家村和桂花坪村。